# 圣阿加特达列蒙
圣阿加特达列蒙（法語：Sainte-Agathe-d'Aliermont，法語發音：[sɛ̃t aɡat daljɛʁmɔ̃]）是法国滨海塞纳省的一个市镇，属于迪耶普区。

## 地理
圣阿加特达列蒙（49°49'36"N, 1°19'50"E）面积7.97 平方千米，位于法国诺曼底大区滨海塞纳省，该省份为法国北部沿海省份，其西部及北部濒大西洋英吉利海峡，东起顺时针与索姆省、瓦兹省、厄尔省和卡爾瓦多斯省接壤。
与圣阿加特达列蒙接壤的市镇（或旧市镇、城区）包括：克鲁瓦达勒、隆迪尼耶尔。

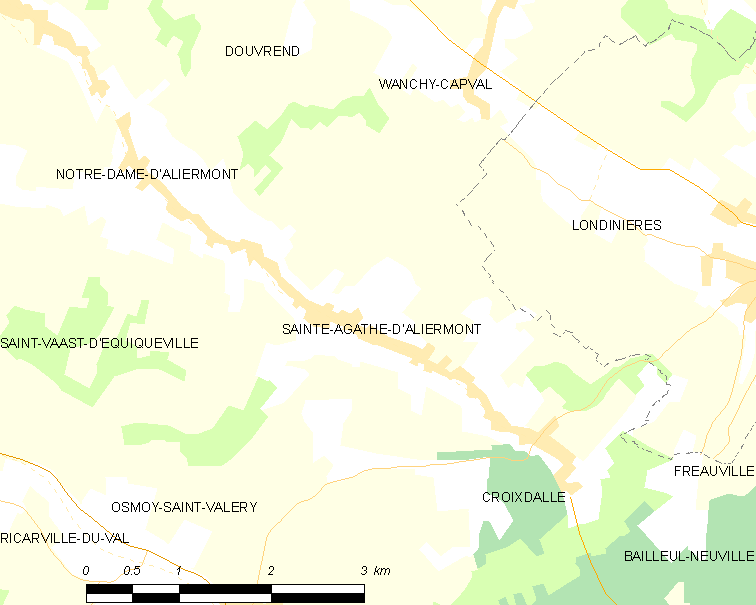
圣阿加特达列蒙的OSM定位图

圣阿加特达列蒙的时区为UTC+01:00、UTC+02:00（夏令时）。

## 行政
圣阿加特达列蒙的邮政编码为76660，INSEE市镇编码为76553。

## 政治
圣阿加特达列蒙所属的省级选区为布赖地区讷沙泰勒县。

## 人口

1962-2008年间圣阿加特达列蒙人口变化图示

圣阿加特达列蒙于2022年1月1日时的人口数量为298人。